# 張朝龍
張朝龍（？—1789年），山西大同人，寄籍貴州。以馬兵從征緬甸。又從參贊大臣海蘭察征金川。金川平定後，敘功賜孔雀翎。累擢廣東撫標中軍參將。1787年（乾隆五十二年），臺灣林爽文為亂，張朝龍率廣東兵攻臺，多有斬獲，賜誠勇巴圖魯名號。臺灣平定後，圖形紫光閣，列後三十功臣。擢福建南澳鎮總兵。1788年，從討安南，破西山軍。次年，西山軍在阮惠的率領下，趁春節清軍無備之機大舉進攻清軍。孫士毅退往鎮南關（今中越邊境友誼關）。張朝龍於市球江南堵敵，因斷橋不能過江，與提督許世亨、總兵尚維昇戰死。賜諡壯果，奉諭入祀昭忠祠。部議照提督例給予騎都尉又一雲騎尉世職。阮惠降，遵旨於昇龍（今河內市）立祠。五十六年（1791年）正月，奉諭再加恩賞給三等輕車都尉世職；子張文貴襲。

## 腳註
1. ↑  近代陳仲金所著《越南史略》記載為「張士龍」，但在中越傳統史料裡皆記載為「張朝龍」。因此「張士龍」是「張朝龍」的筆誤。
2. ↑  《清史稿》作「黎城」。